# Paracyprichromis brieni
Paracyprichromis brieni là một loài cá thuộc họ Cichlidae. Nó là loài đặc hữu của Cộng hòa Dân chủ Congo. Môi trường sống tự nhiên của chúng là hồ nước ngọt.